# Травная
Травная — река в России, протекает в Очёрском районе Пермского края. Устье реки находится по левому берегу реки Очёр. Длина реки составляет 11 км.
Исток реки в урочище Новинка в 8 км к юго-западу от города Верещагино. Травная течёт на юг и юго-восток, верхнее течение проходит по ненаселённому лесу, в нижнем на берегу реки стоит деревня Чёрная. Впадает в боковой залив Очёрского пруда (водохранилища на реке Очёр) возле города Очёр.

## Данные водного реестра
По данным государственного водного реестра России относится к Камскому бассейновому округу, водохозяйственный участок реки — Кама от Камского гидроузла до Воткинского гидроузла, речной подбассейн реки — бассейны притоков Камы до впадения Белой. Речной бассейн реки — Кама.
По данным геоинформационной системы водохозяйственного районирования территории РФ, подготовленной Федеральным агентством водных ресурсов:
- Код водного объекта в государственном водном реестре — 10010101012111100014424
- Код по гидрологической изученности (ГИ) — 111101442
- Код бассейна — 10.01.01.010
- Номер тома по ГИ — 11
- Выпуск по ГИ — 1